# Comté de Meagher
Pour les articles homonymes, voir Meagher.
Le comté de Meagher est un des 56 comtés de l’État du Montana, aux États-Unis. En 2010, la population était de 1 891 habitants. Son siège est White Sulphur Springs.

## Géolocalisation
| Comté de Lewis et Clark | Comté de Cascade                | Comté de Judith Basin |
| Comté de Broadwater     | Comté de Meagher                | Comté de Wheatland    |
|                         | Comté de Park Comté de Gallatin | Comté de Sweet Grass  |

## Principale ville
- White Sulphur Springs